# Nanas
Le Nanas sono delle sculture con sembianze femminili a grandezza naturale, create ed ideate da Niki de Saint Phalle.
« Nanas » è un termine francese colloquiale traducibile con « ragazze ». Il termine può essere impiegato in senso neutro sia con accezione negativa (donne "leggere"); Nana era inoltre il nomignolo della governante di Niki de Saint-Phalle quando era piccola. Sembrerebbe casuale la somiglianza con il termine spagnolo "Nanas", "ragazzine di piccola statura". Per creare queste splendide sculture, rese particolari grazie anche al contributo di Jean Tinguely, Niki de Saint Phalle si ispirò alle sculture del Parco Güell di Antoni Gaudí di Barcellona. 
Queste particolari opere sono costituite all'interno da uno scheletro di ferro (come la Statua della Libertà a New York) ottenuto da Jean Tinguely saldando varie sbarre di ferro. Lo scheletro delle statue è ricoperto da un rivestimento in cemento o malta o calcestruzzo, rifinito da Niki de Saint Phalle con cesellature ed intarsi grazie all'utilizzo di piccoli pezzi di ceramica policroma.

## Hannover

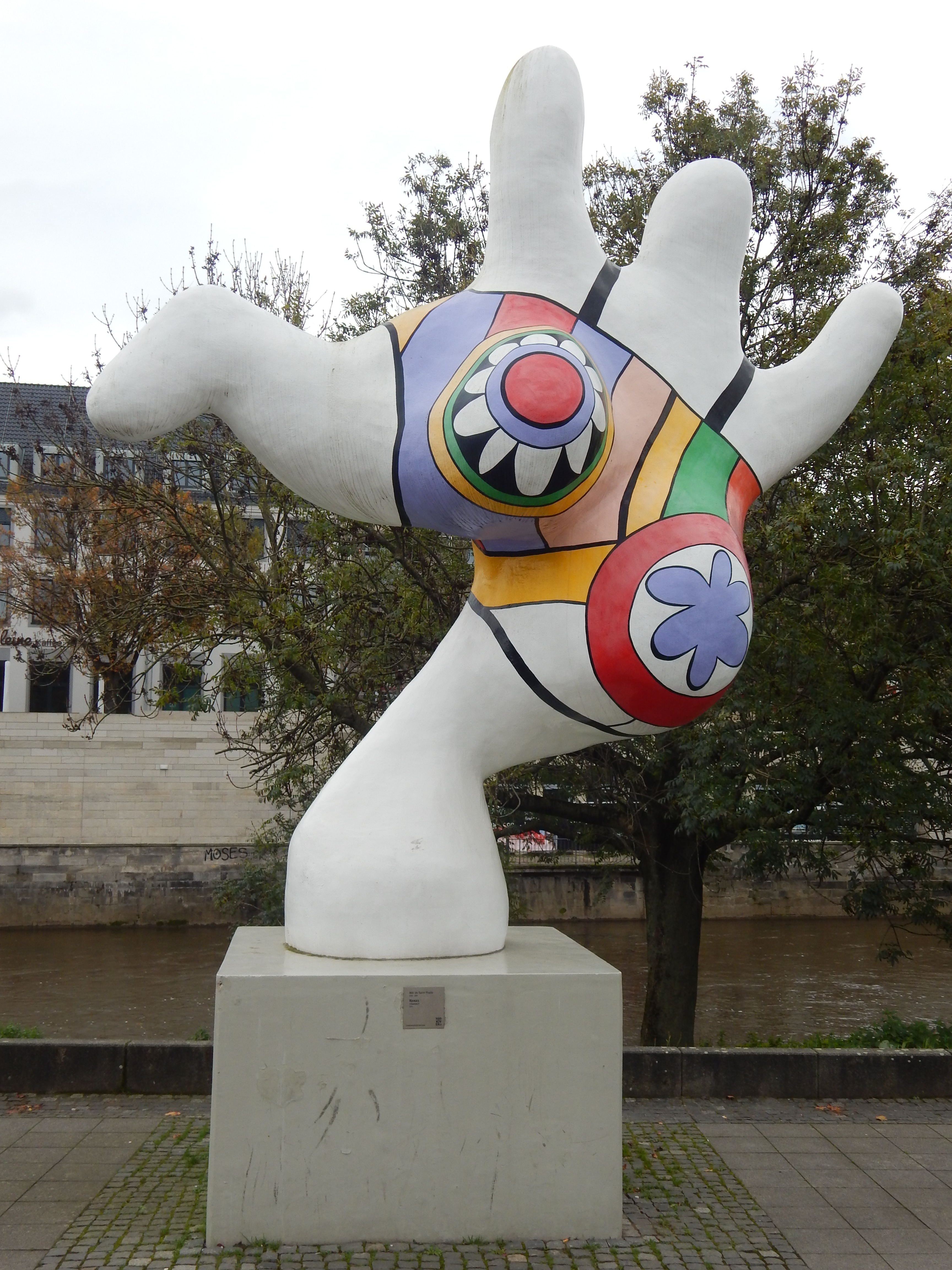
Sophie
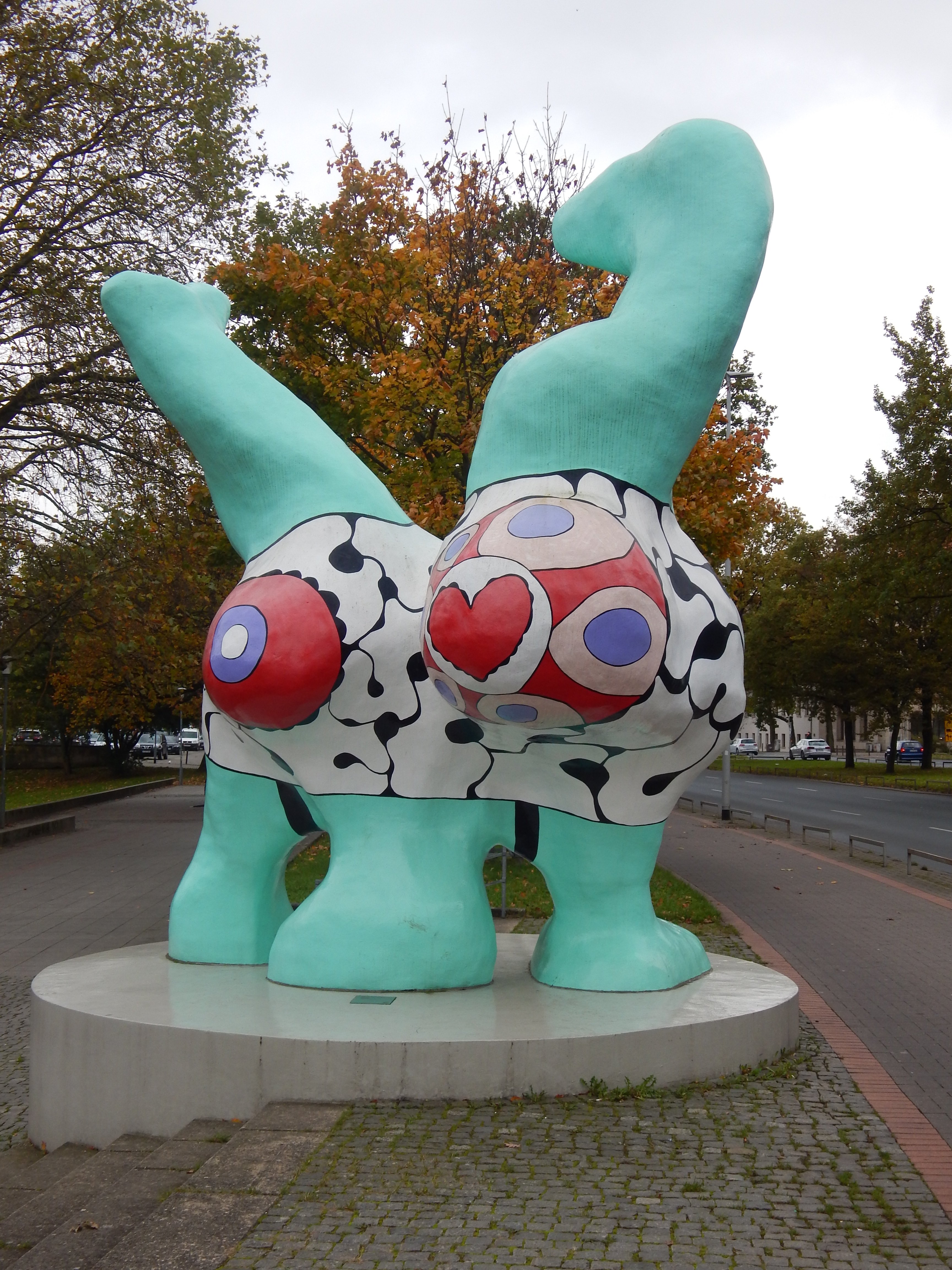
Caroline
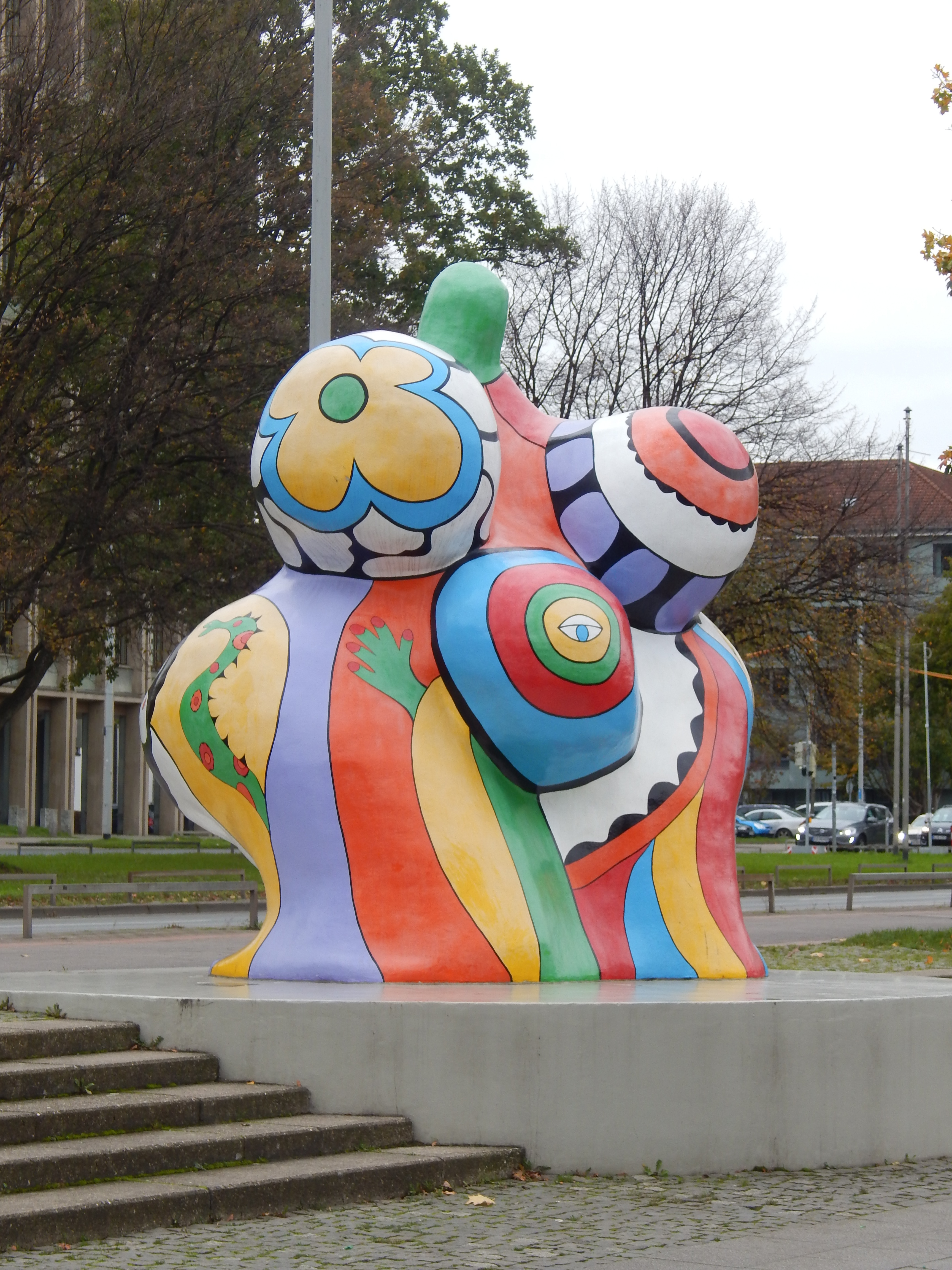
Charlotte